# برند (ملفوف)
البَرَنْدُ أو الملفوف الصيني (الاسم العلمي: Brassica rapa subsp. pekinensis أو Brassica rapa Pekinensis Group) هو نوع من الملفوف الصيني الذي ينشأ بالقرب من منطقة بكين في الصين، ويستخدم على نطاق واسع في مطبخ شرق آسيا. منذ القرن العشرين، أصبح أيضًا محصولًا واسع الانتشار في أوروبا والأمريكتين وأستراليا. في معظم أنحاء العالم، هذا هو الخضروات المشار إليها باسم «الملفوف الصيني». ويشار إليها في أستراليا باسم "wombok".

## الأصل
أول تدوين لزراعة البرند يعود تاريخه إلى القرن الخامس عشر في منطقة نهر اليانغتسي في الصين. ثم انتشرت إلى كوريا واليابان. ابتداء من القرن التاسع عشر مع الشتات الصيني، تم توزيعه على بقية آسيا وأوروبا وأمريكا وأستراليا. خلال القرن السادس عشر تم تقديم الملفوف لأول مرة إلى أمريكا من أوروبا واستمر توريد مواد البذور من أوروبا حتى الحرب العالمية الأولى. بعد الحصار المفروض على إمدادات البذور الأوروبية، طوّرت معاهد البحوث الحكومية الأمريكية والأفراد في تجارة البذور مخزونات بذور جديدة لمحاصيل الخضروات. كانت أوريغون وكاليفورنيا مناطق إنتاج بذور الملفوف خلال ذلك الوقت. اليوم يزرع ويؤكل في جميع أنحاء العالم.
قد يكون نشأ البرند من التهجين الطبيعي بين اللفت (Brassica rapa subsp. rapa) والملفوف الصيني (Brassica rapa subsp. chinensis). عززت الصلبان الاصطناعية بين هذين النوعين وكذلك البيانات الجزيئية هذا الاقتراح.

## الوصف
الأوراق، وهي العضو المقطوع، تتوضع جنبًا إلى جنب بكثافة، وهي بلون أخضر ليموني مع عروق بيضاء ولها سطح أملس. الخضروات لها شكل بيضاوي ويزن 1-3   كلغ. يتم تنظيم الأوراق في الورود القاعدية. الزهور صفراء ولديها نموذج متشابك متصالب من نوع Brassicaceae ، ومن هنا جاء اسم Crucifereae ، والذي يعني «محمل متقاطع». نظرًا لحصاد النبات في مرحلة أبكر من الإزهار، عادةً لا تكون الأزهار مرئية في الحقل.
يتطور بشكل مشابه لخضروات الأوراق الأخرى التي تشكل الرأس، مثل الخس الملفوف. المراحل الزمنية على مقياس BBCH هي الإنبات، وتشكيل الأوراق، والنمو الخضري (تشكيل الرأس)، وظهور النبتة التي تحمل الزهور، والإزهار، وتنمية الفاكهة، ونضج البذور والشيخوخة.
البرند هو نبات سنوي يصل إلى فترة التوليد في السنة الأولى. يجب استهلاكها في فترة الخضروات، لذلك هناك تحد في الزراعة لعدم الوصول إلى ملعب الإزهار. يمكن بدء ملعب الإزهار بدرجات حرارة باردة أو طول اليوم. يستنسخ الملفوف نابا بشكل رئيسي عن طريق الزواج. ينتج الملفوف نابا المزيد من الأوراق والأوراق الأكبر والكتلة الحيوية الأعلى في ظل ظروف النهار الطويل أكثر من ظروف النهار القصيرة.